# 御前崎

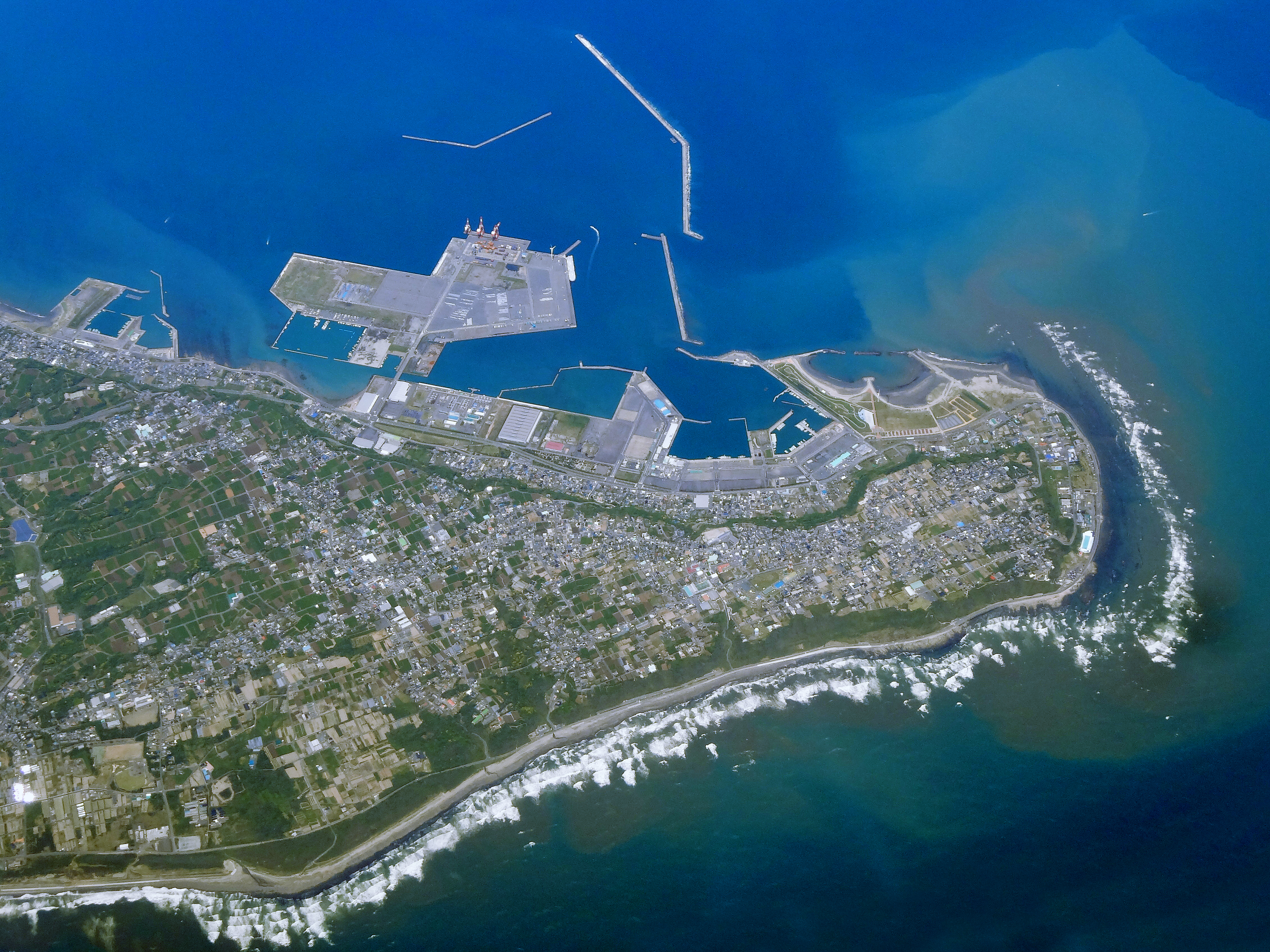
御前崎

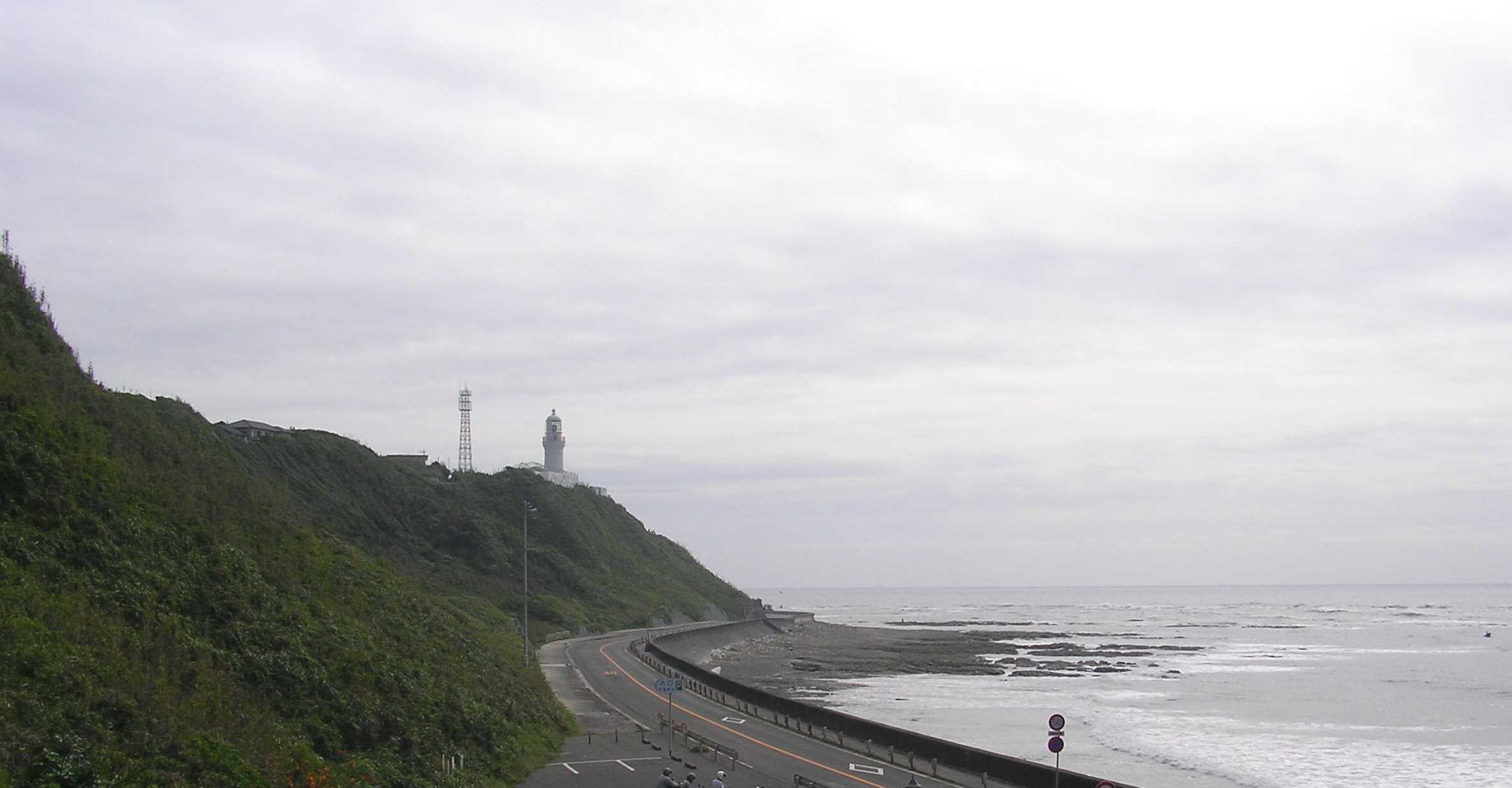
御前崎

御前崎（日语：／ Omaezaki */?）為静岡縣御前崎市所管轄的一地，東為駿河灣，南為遠州灘。是静岡縣的最南端。以御前埼燈塔而聞名。

## 外部連結
- 御前崎市 （页面存档备份，存于）
- 御前埼燈塔